# Whatley (Mendip)
Whatley – wieś w Anglii, w hrabstwie Somerset, w dystrykcie (unitary authority) Somerset. Leży 28 km na południowy wschód od miasta Bristol i 160 km na zachód od Londynu. W 2001 miejscowość liczyła 272 mieszkańców.